# حمله ترکیه به قبرس
حمله نظامی ترکیه به قبرس یا عملیات آتیلا به مجموعهٔ اقداماتی گفته می‌شود که از ۲۰ ژوئیه تا ۱۷ اوت ۱۹۷۴ در قبرس رخ‌داد و به اشغال بخشی از آن کشور انجامید. در ۱۹۷۴ ارتش ترکیه در یک تازش ضربتی بخش شمال قبرس را به اشغال خود درآورد. به ظاهر این عملیات در واکنش به کوشش‌های یونان برای ضمیمه نمودن قبرس به خاک خود انجام گرفت. همچنین ترکیه مدعی بوده‌است که پیرو قرارداد گارانتی دست به چنین عملی زده. در طی این رخداد ترکیه اقدام به دو تهاجم بزرگ زمینی، هوایی و دریایی زیر نام عملیات آتیلا نمود. در برابر یونانی‌های قبرس نیز به دفاع پرداختند، ولی سرانجام دو طرف آتش‌بس را پذیرفتند، آتش‌بسی که تا به امروز پایدار مانده‌است.
۳۸ درصد از خاک قبرس امروزه زیر کنترل ترکیه‌است. در ۱۹۸۳ ترک‌های قبرس زیر عنوان دولت فدراتیو ترک قبرس اعلام استقلال کردند و ترکیه نیز تنها کشوری‌است که استقلال آنان را به رسمیت شناخته‌است.
جمعیت قبرس نیز پس از این درگیری دچار دگرگونی شده‌است، به جز کوچ ترک‌های قبرس به شمال و یونانی‌ها به جنوب، در حدود ۱۲۰ هزار تن هم از خاک ترکیه به شمال قبرس کوچانده شده‌اند. همچنین ترک‌ها گروهی یونانیان قبرس را از خانه‌هایشان رانده و جلو بازگشت دوبارهٔ آنان را گرفته‌اند، این عمل را مصداق پاکسازی قومی شمرده‌اند.